# Juan Zevallos (político peruano)
Juan Zevallos fue un médico, legislador y político peruano activo durante el período de la independencia.
Fue miembro del Congreso Constituyente de 1822 por el departamento del Cusco. Dicho congreso constituyente fue el que elaboró la primera constitución política del país.